# Яровце
Яровце (словац. Jarovce) — міська частина, громада округу Братислава V, Братиславський край. Кадастрова площа громади — 21.34 км².
Населення 2580 осіб (станом на 31 грудня 2020 року).

## Історія
Яровце згадується 1208 року.